# 32194 Mahlke
32194 Mahlke este o planetă minoră (asteroid), cu un diametru de 4,986 km, din centura de asteroizi. A fost descoperită pe 4 iulie 2000 la Stația Anderson Mesa de Lowell Observatory Near-Earth-Object Search. 
Obiectul prezintă o orbită caracterizată de o semiaxă mare de 3,0090376 UAi, o excentricitate de 0,0419905, o înclinație de 9,85513 ° în raport cu ecliptica.